# Pampashirsch
Der Pampashirsch (Ozotoceros bezoarticus), auch Kamphirsch genannt, ist ein Hirsch Südamerikas.

## Merkmale
Mit einer Kopfrumpflänge von 110 bis 140 Zentimetern, einer Schulterhöhe von 70 bis 75 Zentimetern und einem Gewicht von 25 bis 40 Kilogramm ist der Pampashirsch verglichen mit europäischen Hirschen geradezu zierlich. Das Fell ist oberseits rötlichbraun und unterseits weißlich gefärbt. Jede der Geweihstangen des Männchens hat drei Enden. 

## Verbreitung

Verbreitungsgebiet des Pampashirsches

Das Verbreitungsgebiet umfasst Brasilien, Argentinien, Uruguay und Paraguay; es überschneidet sich mit dem des Sumpfhirsches, doch der Pampashirsch bevorzugt Savannen mit trockenem Grund. Auch landwirtschaftlich genutzte Felder sind zum Lebensraum des Pampashirsches geworden.

## Lebensweise
Pampashirsche leben in kleinen Gruppen von durchschnittlich fünf Tieren. Wenn das Nahrungsangebot günstig ist, vereinigen sich diese Gruppen manchmal zu losen Verbänden von bis zu fünfzig Tieren, die aber bei Tagesende wieder auseinandergehen. Für gewöhnlich ist der Pampashirsch tagaktiv, in von Menschen besiedelten Gegenden sind aber manche Tiere dämmerungs- und nachtaktiv geworden. Zur Brunstzeit kämpfen männliche Pampashirsche um die Weibchen. Nach einer Tragzeit von sieben Monaten bringen weibliche Pampashirsche ein einzelnes Kitz zur Welt, das bei der Geburt gefleckt ist.

## Bedrohung und Schutz
Der Pampashirsch war einst eines der häufigsten Tiere der Grassteppen Argentiniens und Uruguays, der Pampa. Für die indianischen Völker im südlichen Südamerika soll seine Rolle der des nordamerikanischen Bisons für die dortigen Indianer vergleichbar gewesen sein. Mit der Besiedlung Argentiniens durch die Europäer ging dem Pampashirsch der Lebensraum verloren. Um Platz für Weidegründe für ihre Schafherden zu machen, wurden Pampashirsche von den Siedlern massenhaft abgeschossen. Von der IUCN wird der Pampashirsch trotzdem nur als gering gefährdet (near threatened) eingestuft. Die einst in der argentinischen Pampa verbreitete Unterart Ozotoceros bezoarticus celer gilt als bedroht, die anderen Unterarten Ozotoceros bezoarticus leucogaster (Paraguay) und Ozotoceros bezoarticus bezoarticus (Brasilien, Uruguay) sind etwas häufiger.

## Sonstiges
Der Pampashirsch wird von der argentinischen Provinz San Luis als Wappentier verwendet.